# Henri Lignon

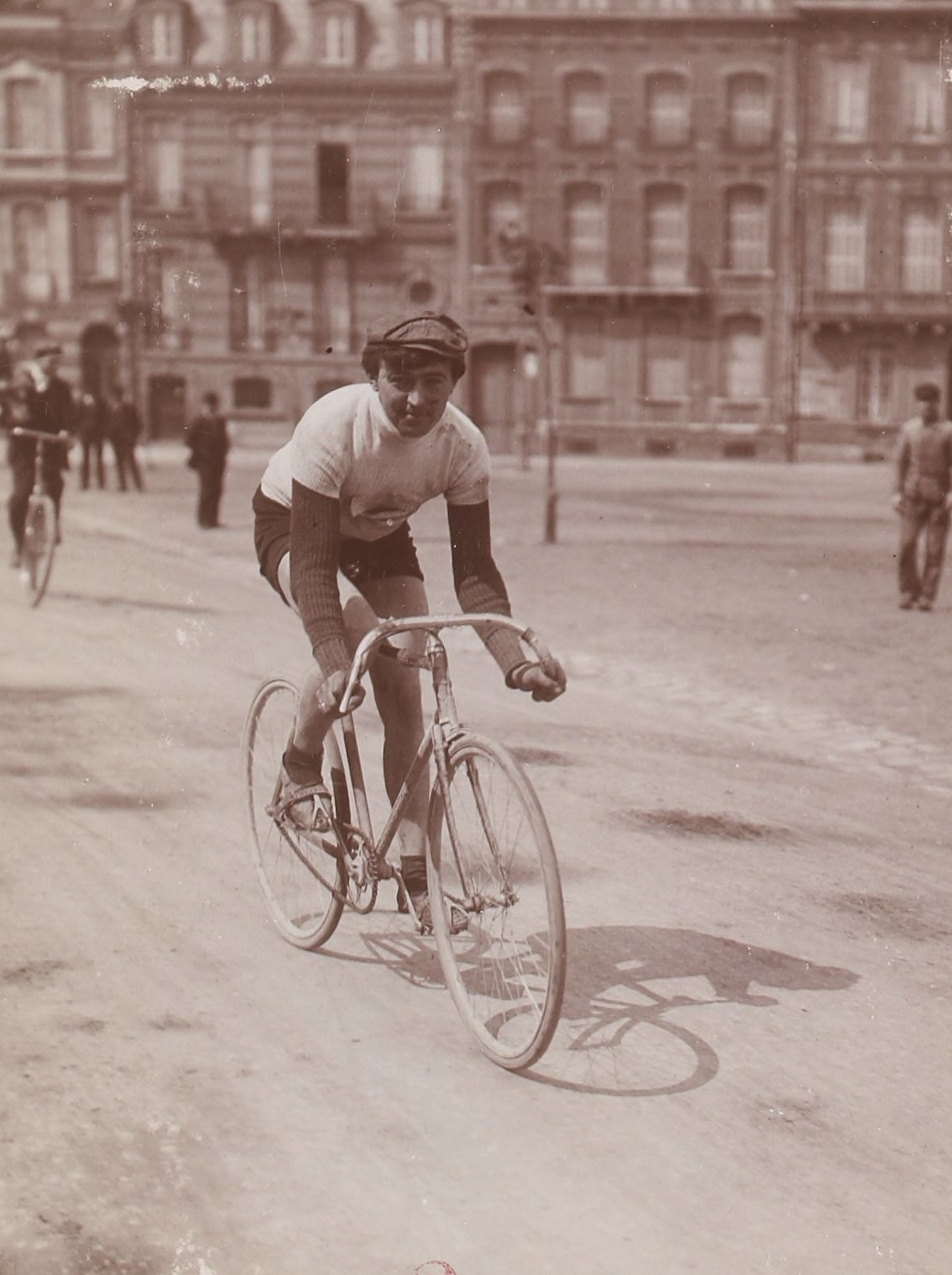
Henri Lignon (1907)

Henri Lignon (* 1884 in Lunéville; † 1. November 1935 in Tarbes) war ein französischer Radrennfahrer.

## Sportliche Laufbahn
1904 siegte er in den Rennen Paris–Fontainebleau und Paris–Montargis. 1907 gewann er Paris–Dieppe, 1909 die Trophée de France und Paris–Reims. 1910 gewann er in Italien die Coppa Val d’Olona. 1907 und 1909 wurde er jeweils Zweiter bei der französischen Meisterschaft im Straßenrennen. Er bestritt die Tour de France viermal, wurde 1905 16. des Klassements und schied dreimal aus der Rundfahrt aus. Den Giro d’Italia 1911 beendete er nicht.